# Шуя (Словаччина)
Шуя (словац. Šuja) — село, громада округу Жиліна, Жилінський край, регіон Раєцка Котліна. Кадастрова площа громади — 2,42 км².
Населення 333 особи (станом на 31 грудня 2018 року).

## Історія
Шуя згадується 1393 року.

## Населення
| Рік:            | 1994. | 2004. | 2014.   | 2024.   |
| --------------- | ----- | ----- | ------- | ------- |
| Кількість осіб: | 0     | 318   | 304     | 323     |
| Різниця:        |       | –     | -4,40 % | +6,25 % |

| Рік:            | 2023. | 2024.   |
| --------------- | ----- | ------- |
| Кількість осіб: | 318   | 323     |
| Різниця:        |       | +1,57 % |